# マルーシュカ・デートメルス
マルーシュカ・デートメルス（Maruschka Detmers、1962年12月16日 - ）は、オランダ・スコーネベーク出身の女優である。

## 略歴
1962年12月16日、オランダの小さな村スコーネベークに生まれ、10代でパリに移る。フランス国立高等演劇学校に入学しメイドをしながら女優を目指す。
1983年にジャン＝リュック・ゴダール監督の『カルメンという名の女』に降板したイザベル・アジャーニに替わって主演に抜擢され、この作品がヴェネツィア国際映画祭で金獅子賞を受賞。自身も映画初出演ながら脚光を浴びる。
翌年には『カルメンという名の女』での演技に感銘を受けたジャック・ドワイヨン監督が『ラ・ピラート』に起用。ジェーン・バーキン扮する既婚者でありながらレズビアンの女性の昔の恋人役を演じた。この作品はコンペティション部門で上映された第37回カンヌ国際映画祭では不評だったが、マルーシュカはセザール賞の助演女優賞にノミネートされ、高く評価された。
1986年にはレイモン・ラディゲの小説をイタリアのマルコ・ベロッキオ監督が映画化した『肉体の悪魔』で年下の男と恋に落ちる娘役を、1988年にはイスラエルのメナハム・ゴーラン監督の伝記映画『ハンナ・セネシュ』にヘレナ・ボナム＝カーターに替わって出演し、ナチスと闘うパルチザンの女戦士役をそれぞれ演じた。
1992年には『マンボ・キングス/わが心のマリア』でハリウッドにも進出。1996年の『シューター』など数本に出演するが、アメリカには馴染めず、その後はヨーロッパに戻って2004年の『ゴリオ爺さん』などのテレビ映画を中心に活動している。

## 主な出演作品
- カルメンという名の女 Prénom Carmen (1983)
- ラ・ピラート La Pirate (1984)
- 肉体の悪魔 Il diavolo in corpo (1986)
- ハンナ・セネシュ Hanna's War (1988)
- ふたり Deux (1989)
- 夏のアルバム Comédie d'été (1989)
- 赤と黒の接吻 Le Brasier (1991)
- マンボ・キングス/わが心のマリア The Mambo Kings (1992)
- シューター The shooter (1996)
- ゴリオ爺さん Le Père Goriot (2004)